# Valeriy Kokoyev
Valeriy Kokoyev (russe : Кокоев Валерий, né le 22 juillet 1988 à Moscou) est un athlète russe, spécialiste du lancer du poids. 

## Palmarès
| Date | Compétition                   | Lieu   | Résultat | Marque  |
| ---- | ----------------------------- | ------ | -------- | ------- |
| 2009 | Championnats d'Europe espoirs | Kaunas | 1er      | 20,20 m |
| 2013 | Universiade                   | Kazan  | 3e       | 19,65 m |

### Records
| Épreuve         | Épreuve   | Performance | Lieu   | Date            |
| --------------- | --------- | ----------- | ------ | --------------- |
| Lancer du poids | Plein air | 20,46 m     | Sotchi | 26 mai 2013     |
| Lancer du poids | Salle     | 20,58 m     | Moscou | 23 janvier 2014 |